# Clayton (Geórgia)
Clayton é uma cidade localizada no estado americano de Geórgia, no Condado de Rabun.

## Demografia
Segundo o censo americano de 2000, a sua população era de 2019 habitantes.
Em 2006, foi estimada uma população de 2185, um aumento de 166 (8.2%).

## Geografia
De acordo com o United States Census Bureau tem uma área de
8,0 km², dos quais 8,0 km² cobertos por terra e 0,0 km² cobertos por água.

## Localidades na vizinhança
O diagrama seguinte representa as localidades num raio de 28 km ao redor de Clayton.